# Campionati europei di judo 2012
I Campionati europei di judo 2012 sono stati la 23ª edizione della competizione organizzata dalla European Judo Union.
Si sono svolti a Čeljabinsk, in Russia, dal 26 al 29 aprile 2012.

## Medagliere
| Pos.   | Paese         | Oro | Argento | Bronzo | Totale |
| ------ | ------------- | --- | ------- | ------ | ------ |
| 1      | Russia        | 6   | 4       | 1      | 11     |
| 2      | Francia       | 2   | 2       | 3      | 7      |
| 3      | Georgia       | 2   | 1       | 2      | 5      |
| 4      | Romania       | 2   | 0       | 0      | 2      |
| 5      | Israele       | 1   | 1       | 2      | 4      |
| 6      | Ungheria      | 1   | 1       | 1      | 3      |
| 7      | Paesi Bassi   | 1   | 0       | 2      | 3      |
| 8      | Portogallo    | 1   | 0       | 0      | 1      |
| 9      | Polonia       | 0   | 2       | 2      | 4      |
| 10     | Slovenia      | 0   | 1       | 3      | 4      |
| 11     | Ucraina       | 0   | 1       | 2      | 3      |
| 12     | Belgio        | 0   | 1       | 1      | 2      |
| 13     | Armenia       | 0   | 1       | 0      | 1      |
| 13     | Grecia        | 0   | 1       | 0      | 1      |
| 15     | Germania      | 0   | 0       | 5      | 5      |
| 16     | Turchia       | 0   | 0       | 2      | 2      |
| 17     | Azerbaigian   | 0   | 0       | 1      | 1      |
| 17     | Bielorussia   | 0   | 0       | 1      | 1      |
| 17     | Lettonia      | 0   | 0       | 1      | 1      |
| 17     | Lituania      | 0   | 0       | 1      | 1      |
| 17     | Svizzera      | 0   | 0       | 1      | 1      |
| 17     | Gran Bretagna | 0   | 0       | 1      | 1      |
| Totale | Totale        | 16  | 16      | 32     | 64     |

## Podi

### Uomini
| Evento       | Oro | Argento | Bronzo |
| fino a 60 kg | Beslan Mudranov | Hovhannes Davtyan | Amiran P'ap'inashvili Jeroen Mooren |
| −66 kg       | Alim Gadanov | Tomasz Kowalski | Rok Drakšič Lasha Shavdatuashvili |
| −73 kg       | Ugo Legrand | Volodymyr Soroka | Dex Elmont losef Palelashvili |
| −81 kg       | Sirazhudin Magomedov | Murat Khabachirov | Joachim Bottieau Konstantīns Ovčiņņikovs |
| −90 kg       | Varlam Lip'art'eliani | Grigorii Sulemin | Andrei Kazusionak Christophe Lambert |
| −100 kg      | Ariel Ze'evi | Levan Zhorzholiani | Elmar Gasimov Zafar Makhmadov |
| +100 kg      | Aleksandr Mikhailine | Barna Bor | Marius Paškevičius Janusz Wojnarowicz |
| Squadre      | Georgia Lasha Shavdatuashvili Shalva Kardava Zebeda Rekhviashvili Nugzari Tatalashvili Avtandili Tchrikishvili Zurab Zviadauri Varlam Lip'art'eliani Zviadi Khanjaliashvili Adam Okruashvili | Russia Musa Mogushkov Murat Kodzokov Batradz Kaytmazov Murat Khabachirov Arsen Pshmakhov Kamil Magomedov Kirill Voprosov Alexander Mikhaylin | Ucraina Hevorh Hevorhyan Serhiy Drebot Volodymyr Soroka Dmytro Kanivets Artem Vasylenko Vadym Synyavsky Roman Gontyuk Stanislav Bondarenko Artem Bloshenko Polonia Paweł Zagrodnik Krzysztof Wiłkomirski Lukasz Blach Krzysztof Węglarz Robert Krawczyk Janusz Wojnarowicz |

### Donne
| Evento  | Oro | Argento | Bronzo |
| −48 kg  | Alina Alexandra Dumitru                                                                                    | Charline Van Snick | Éva Csernoviczki Laetitia Payet |
| −52 kg  | Andreea Chițu                                                                                              | Natalia Kuziutina | Romy Tarangul Mareen Kraeh |
| −57 kg  | Telma Monteiro                                                                                             | Ioulietta Boukouvala | Automne Pavia Miryam Roper |
| −63 kg  | Gévrise Émane                                                                                              | Yarden Gerbi | Clarisse Agbegnenou Alice Schlesinger |
| −70 kg  | Edith Bosch                                                                                                | Katarzyna Klys | Raša Sraka Juliane Robra |
| −78 kg  | Abigél Joó                                                                                                 | Audrey Tcheuméo | Maryna Pryshchepa Ana Velensek |
| +78 kg  | Elena Ivashchenko                                                                                          | Lucija Polavder | Karina Bryant Belkıs Zehra Kaya |
| Squadre | Russia Natalia Kuziutina Irina Zabludina Marta Labazina Daria Davydova Tea Donguzashvili Elena Ivashchenko | Francia Priscilla Gneto Sarah Loko Guerschner Automne Pavia Clarisse Agbegnenou Marie Pasquet Kayra Sayit Anne-Sophie Mondière | Germania Romy Tarangul Mareen Kräh Miryam Roper Viola Wächter Claudia Malzahn Kerstin Teichert Franziska Konitz Luise Malzahn Turchia Aynur Samat Nazlıcan Özerler Selda Karadağ Büşra Katipoğlu Gülşah Kocatürk Belkıs Zehra Kaya |